# از کجا آمده‌اید
از کجا آمده‌اید (به هندی: Jaane Kahan Se Aayi Hai) فیلمی است محصول سال ۲۰۱۰ و به کارگردانی میلاپ زاوری است. در این فیلم بازیگرانی همچون ریتیش دشموک، ژاکلین فرناندز، سونال سهگال، روسلان ممتاز، ساتیش شاه، سوپریا پیلگانکار، آمریتا رایو، بومان ایرانی ایفای نقش کرده‌اند.